# Белокаменка (Мурманская область)
Белокаменка — село в Кольском районе Мурманской области. Входит в состав сельского поселения Междуречье.
Расположено на западном берегу Кольского залива в месте впадения в него реки Белокаменка.

## История
Село получило название от мыса Великокаменный, на котором оно и расположено. Мыс упоминается впервые у русского мореплавателя Фёдора Литке. Он исследовал мурманский берег в 1822 году и наносил поморские топонимы на карту. Тогда здесь находилась рыбачья изба. Позже название мыса видоизменилось на Белокаменный.
В конце XIX века на Белокаменную губу обратили внимание финские колонисты — здесь поселился Иоган Мереляйнен. В 1896 году по предписанию Архангельского управления государственными имуществами здесь была учреждена колония. Во время интервенции союзников в Россию американцы высаживались в колонию и построили здесь одно здание, сохранившееся до сих пор (сейчас в нём сельский клуб).
После установления советской власти в 1920 году в селе был организован Белокаменский сельский комитет. В 1928 году в селе проживало 94 жителя в 25 дворах, из них 70 финнов, 14 саамов, 5 норвежцев и 5 карел. Жители занимались сельским хозяйством и рыболовством. В 1929 году здесь была организована артель «Пуна-Райваая» и колхоз «Похьян Тахти» («Северная звезда»). При учреждении Полярного финского национального района село было включено в его состав.
В 1931 году колония стала вторым после Ура-Губы по величине финским посёлком на мурманском берегу, здесь проживало 512 человек, среди которых 496 финнов и 16 славян. В 1935 в Белокаменке были построены ясли, детский сад, семилетняя школа, интернат и стадион. В связи с размещением военно-морских баз на побережье в Белокаменку была переселена финская колония с острова Торос. В 1936 году в белокаменских школе и интернате преподавание стало вестись на русском языке. В 1930-х годах финское население Белокаменки подвергалось репрессиям.
После Советско-финской войны нарком внутренних дел Лаврентий Берия 23 июня 1940 года издал секретный приказ № 00761 «О переселении из города Мурманска и Мурманской области граждан инонациональностей» и подписал инструкцию «О порядке переселения граждан иностранных национальностей из города Мурманска и Мурманской области». В соответствии с этими документами из Мурманской области переселялись 8617 человек в Алтайский край и Карело-Финскую ССР. Некоторые финны остались в селе, некоторые позже вернулись с мест депортации. В село в пустые дома поселили спецпереселенцев, из которых многие были из Астрахани.
Во время Великой Отечественной войны 17 июля 1941 года в село из Ура-Губы был перенесён центр Полярного района. Районным центром село пробыло недолго, до 14 июля 1948 года. Во время войны здесь располагался учебный полигон для морских пехотинцев Северного флота. После победы здесь опять начал развиваться колхоз, была построена птицеферма. В 1950-х годах был построен причал, началось строительство жилых домов, проведено электричество, появились почта, библиотека, фельдшерско-акушерский пункт, школа-семилетка, интернат. Тогда же начался и отток населения из Белокаменки. В 1961 году средняя школа была преобразована в начальную. В 1960-х годах колхоз «Северная звезда» объединили с колхозом «Красный Октябрь» из Порьей губы, жители которой переехали в Белокаменку.
В 1970-х годах в селе было развёрнуто строительство, многие здания были заменены новыми. В 1986—1987 годах из-за убытков пришлось забить всё поголовье птицы. В 1989 был сооружён новый причал. В 1994 году поголовье крупного рогатого скота передано в аренду фермерскому хозяйству «Возрождение», но оно самоликвидировалось через 3 года. В 1995 году село вошло в состав ЗАТО Полярный.
С 2004 года акватория села стала использоваться компанией Роснефть. В акватории села стоит на рейде танкер-накопитель с одноимённым названием «Белокаменка». Водоизмещение этого танкера составляет 360 000 тонн, танкер является самым большим судном такого класса в России. В 2007 году через танкер было перевалено 2,4 млн тонн сырой нефти.
До 2008 года село находилось в составе ЗАТО город Полярный, с 2008 года вошло в состав новообразованного ЗАТО Александровск. 31 октября 2016 года село включено в состав сельского поселения Междуречье Кольского района.
К 2019 году рядом с селом построен Центр строительства крупнотоннажных морских сооружений — специализированная гигантская верфь.

## Население
| 2002 | 2010 |
| ---- | ---- |
| 117  | ↘84  |

Численность населения, проживающего на территории населённого пункта, по данным Всероссийской переписи населения 2010 года составляет 84 человека, из них 41 мужчина (48,8 %) и 43 женщины (51,2 %).